# Štefko
Štefko je moško osebno ime.

## Izvor imena
Ime Štefko je različica imena Štefan.

## Pogostost imena
Po podatkih Statističnega urada Republike Slovenije je bilo na dan 31. decembra 2007 v Sloveniji število moških oseb z imenom Štefko: 22. Med vsemi moškimi imeni pa je ime Štefko po pogostosti uporabe uvrščeno na 1.303. mesto.

## Osebni praznik
V koledarju je ime Štefko skupaj z imenom Štefan.